# ドリン川
ドリン川またはドリニ川 （ドリンがわ、ドリニがわ、アルバニア語:DrinまたはDrini、マケドニア語:Дрим、ギリシャ語: Δρινος ）は、アルバニア最大の川。
マケドニア共和国・ストルガのオフリド湖畔から発した黒ドリン川は、北へ向かって山地を流れ、水源から約149km地点でアルバニアへ入る。国境の直前はダム湖のデバル湖となっている。アルバニア国内でも起伏の多い山地を北へ向かって流れる。
白ドリン川はコソボのペヤが源である。本質的に、狭い谷を通って川は南進する。

## 合流地点
アルバニアのクーカスで、黒ドリン川と白ドリン川が合流してドリン川となる。アルバニア北部海岸近くで、ドリン川は2つの分流に分かれる。これは1858年の土砂崩れが原因で流れが変わったためである。かつて本流であった小さな川は南進する。レジャの西で、川はドリン湾に注ぐ。

## 本流
現在本流となっている川（大ドリン川とも）は、西進しシュコドラを通過、ロザファ要塞近くで、シュコダル湖に源を発するブナ川に合流する。ブナ川はアルバニアとモンテネグロ間の国境線となっている川で、この合流地点からおよそ32kmでアドリア海に注ぐ。

## ダム
アルバニア国内のドリン川流域には3箇所のダムがあり、水力発電所でつくられた電気はアルバニア国内へ供給されている。